# Villadia virgata
Villadia virgata là một loài thực vật có hoa trong họ Crassulaceae. Loài này được (Diels) Baehni & J.F. Macbr. miêu tả khoa học đầu tiên năm 1937.